# Кызылбастау
Кызылбастау (каз. Қызылбастау) — село в Тюлькубасском районе Туркестанской области Казахстана. Входит в состав Машатского сельского округа. Код КАТО — 516053500.

## Население
В 1999 году население села составляло 368 человек (188 мужчин и 180 женщин). По данным переписи 2009 года, в селе проживал 391 человек (192 мужчины и 199 женщин).